# Laemophloeus monilis
Laemophloeus monilis là một loài bọ cánh cứng trong họ Laemophloeidae. Loài này được Fabricius miêu tả khoa học năm 1787.